# Aeroporto di Ürümqi-Diwopu
L'aeroporto di Ürümqi-Diwopu (in cinese 乌鲁木齐地窝堡国际机场; in lingua uigura:ئۈرۈمچى دىۋوپۇ خەلقئارا ئايروپورتى) (IATA: URC, ICAO: ZWWW) è un aeroporto cinese situato a circa 20 chilometri a nord-nord-ovest della città di Ürümqi  nella regione autonoma uigura dello Xinjiang, in quella porzione del Paese compresa fra la Mongolia e il Kazakistan. La struttura è dotata di una pista di asfalto lunga 3600 m, l'altitudine è di 647 m, l'orientamento della pista è RWY 07-25. L'aeroporto è aperto al traffico commerciale.